# Квасио (язык)
Квасио, или квасио-мвумбо (Bujeba, Kwasio, Mabea, Mabi, Mgoumba, Mvumbo, Ngoumba, Ngumba) — язык Камеруна, на котором говорит народ квасио, маби, нгумба и пигмеи гьеле (около 70 000 человек) на территориях языков криби, лолодорф, на территории дождевых лесов Криби коммун Криби и Лолодорф департамента Осеан Южного региона в Камеруне, а также в округе Бисио на побережье континентального региона Рио-Муни в Экваториальной Гвинее. Народы квасио, маби и нгумба являются фермерами, а гьеле известны также как кола или коя, ведут кочевой образ жизни и являются охотниками и собирателями, живущими в дождевых лесах. Местный уничижительный термин для пигмеев, бабинга, также используется. Одна из трёх групп известна как полу-игрок, который хорошо действует на побережье и в джунглях.
У квасио есть диалекты бисио, маби, мвумбо (мекук, нгоумба, нгумба).
Квасио — тональный язык. Как в языках банту, он имеет именной класс. Именной класс квасио несколько снижается, сохранив лишь только 6 родов (род будучи спаривается в единственном и множественном числах).
Гьеле, или гьеле-кола (Babinga, Bagiele, Bagyele, Bajele, Bajeli, Bako, Bakola, Bakuele, Bekoe, Bogyel, Bogyeli, Bondjiel, Giele, Gieli, Gyele, Gyeli, Likoya) — язык пигмеев гьеле, на котором многие говорят в заповеднике Кампо-Маан, на территориях дождевых лесов между реками Нтем и Ньонг коммун Бипинди, Кампо, Криби, Лолодорф департамента Осеан Южного региона в Камеруне, а также на побережье северо-западной границы в Экваториальной Гвинее. Пигмеи гьеле разделились в лесу на маленькие группы. Они, вероятно, отличаются от пигмеев бакола (бакоя) из Габона.
У гьеле также есть диалекты багьели, бакола, ликоя.
- Алфавит квасио: A a, B b, Bv bv, D d, Dz dz, E e, F f, G g, H h, I i, K k, L l, M m, N n, Ñ ñ, Ng ng, O o, P p, Pf pf, R r, S s, T t, Ts ts, U u, V v, W w, Y y, Z z[1]. Высокий тон обозначается акутом над гласной.
- Алфавит гьеле: A a, B b, D d, E e, F f, G g, I i, K k, Kp kp, L l, M m, N n, O o, P p, R r, S s, T t, U u, V v, W w, Y y, Z z[2]. Низкий тон обозначается грависом над гласной.